# Koschneiderei
Koschneiderei (polnisch: Kosznajderia oder Kosznajdry) ist die umgangssprachliche Bezeichnung für ein Gebiet südöstlich der polnischen Stadt Chojnice, gelegen zwischen Kaschubei, Tucheler Heide und Krajna, das bis zum Ende des Zweiten Weltkrieges  weitgehend von einer deutschsprachigen Bevölkerung bewohnt wurde.

## Geschichte
Ab Anfang des 14. Jahrhunderts wurden vom Deutschen Ritterorden im Rahmen der so genannten Deutschen Ostsiedlung deutsche Siedler in dieses Gebiet geholt. Es entstanden die Dörfer Frankenhagen, Osterwick, Petztin, Deutsch Cekzin, Granau, Lichnau und Schlagenthin. Als im Thorner Frieden von 1466 das Gebiet westlich der Weichsel an das Königreich Polen fiel, wurden die deutschsprachigen Einwohner dieser Dörfer zwar polnische Untertanen, unterlagen aber einem besonderen Recht. In der zweiten Hälfte des 15. Jahrhunderts siedelte der Konitzer Ratsherr und spätere Bürgermeister Jacob von Osnabrück zahlreiche neue Ansiedler aus seiner Heimat, dem Hochstift Osnabrück, in dem Gebiet an. Auch die Einwohner der neuen Dörfer (Gersdorf, Harmsdorf, Jakobsdorf, Sternberg, Damerau, Groß Zirkwitz, Obkas, Mosnitz, Hennigsdorf und Döringsdorf) wurden als Koschneider bezeichnet.

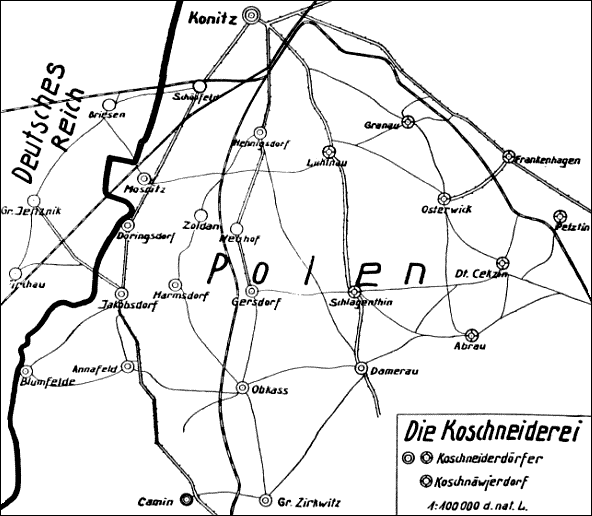
Joseph Rink: Die Koschneiderei 1926

Von 1772 bis 1918 gehörte das Gebiet zum Königreich Preußen und von 1918 bis 1920 zum Freistaat Preußen. Von 1818 bis  1920 war die Koschneiderei Teil des Landkreises Konitz im Regierungsbezirk Marienwerder in der preußischen Provinz Westpreußen.
Nach dem Inkrafttreten des Versailler Vertrages am 10. Januar 1920 gehörte der Kreis Konitz als Powiat Chojnicki (Kreis Chojnice) als Teil der Woiwodschaft Pommerellen zur Republik Polen. Nach der deutschen Besetzung Polens wurde zum 26. November 1939 der Kreis Chojnice als Landkreis Konitz Teil des Regierungsbezirkes Danzig im neugebildeten Reichsgau Danzig-Westpreußen des Deutschen Reiches. Im Frühjahr 1945 wurde das Kreisgebiet durch die Rote Armee besetzt und danach ein Teil der Volksrepublik Polen. Heute ist der Landkreis Konitz Bestandteil der Woiwodschaft Pommern der Republik Polen.

## Sprache
Der Sprache der Koschneiderei war Niederdeutsch,  welches wiederum eine westgermanische Sprache ist, die heute in Norddeutschland und im Osten der Niederlande gesprochen wird.
Bei einer genaueren Einordnung des Dialektes der Koschneiderei gehen die Ansätze jedoch – ähnlich wie bei denen zur Herkunft der Koschneider – auseinander: Johannes Schweminski weist auf die "westgermanische" Abstammung "mit großer Ähnlichkeit zum Holländischen" hin, vergleicht sie aber auch mit dem Friesischen. Joseph Rink ordnet die niederdeutsche Mundart der Koschneiderei als "südhinterpommerisch" ein, während Paul Panske sie als "niedersächsisch" bezeichnet.
Typisch für die Mundart der Koschneider soll laut Joseph Rink die häufige "Erweichung des g zu j" sowie des k zu einem Zischlaut, der "am besten durch tch" wiedergegeben würde. Die Lautverbindungen sl, sm, sn, sp, st und sw seien mit "reinem s" gesprochen worden, – analog zum typisch niederdeutschen "Über den spitzen Stein stolpern" –. Auch die Lautmalereien und bildhaften Ausdrücke der Mundart der Koschneiderei führt Rink auf niederdeutsches Sprachgut zurück.
Bei Maria Semrau und Johannes Schweminski finden sich eine detaillierte sprachwissenschaftliche Aufzeichnung der Mundart der Koschneider mit Beschreibungen des Vokalismus (Menge der in einer Sprache vorhandenen Vokale und deren Kombinationen), des Konsonantismus (Menge der Konsonanten), der Konjugationen und der Deklination des Dialekts der Koschneiderei.

## Dörfer
Zur Koschneiderei gehörten die folgenden Dörfer (deutsche Bezeichnungen; heutige polnische Bezeichnungen in Klammern dahinter):
- Abrau (Obrowo)
- Annafeld (Nowa Wieś)
- Blumfelde (Niwy)
- Damerau (Dąbrówka)
- Deutsch Cekzin (Ciechocin)
- Döringsdorf (Doręgowice)
- Frankenhagen (Silno)
- Gersdorf (Ogorzeliny)
- Granau (Granowo)
- Groß Zirkwitz (Duża Cerkwica)
- Harmsdorf (Jerzmionki)
- Hennigsdorf (Angowice)
- Jakobsdorf (Zamarte)
- Lichnau (Lichnowy)
- Mosnitz (Moszczenica)
- Obkas (Obkas)
- Osterwick (Ostrowite)
- Petztin (Piastoszyn)
- Schlagenthin (Sławęcin)

## Kirchen
In der Koschneiderei gab es fünf Pfarrkirchen – Damerau, Frankenhagen, Gersdorf, Lichnau, Osterwick und fünf Filialkirchen – Deutsch Cekzin, Schlagenthin, Obkaß, Groß Zirkwitz und Mosnitz.

## Etymologie
Bis heute konnte Herkunft und Bedeutung des Begriffs „Koschneider/Koschneiderei“ nicht geklärt werden; es gibt verschiedene Deutungen dieses Namens. „Kopfschneider“ oder „Kuhschneider“ sind Beispiele solcher Interpretationen.
Der Name selbst taucht 1830 zum ersten Male auf, bezieht sich jedoch auf die bis 1484 zurückliegende Zeit. Es ist der Name „Koschnäwen“ und „Koschnäwjen“; Koschnäwen für die Bevölkerung, Koschnäwjen für das Land. Ein wissenschaftlicher Beweis für die Herkunft dieses Namens fehlt bis heute. Ein Erklärungsansatz von Paul Panske besagt, dass laut einer Urkunde von 1484 für die Koschneiderei der polnische Starost Koschnewski aus Tuchel zuständig war. Nach ihm sei die Bevölkerung, für die er zuständig war, als „Kosznewski-Leute“ bezeichnet worden, woraus dann der Name „Koschnäwjer“ entstanden sei. Als später dieser plattdeutsche Ausdruck gewissermaßen ins Hochdeutsche übertragen wurde, erscheint er im Jahre 1854 zum ersten Mal als Koschneider beziehungsweise Koschneiderei.
Weitere etymologische Ansätze:
Der Begriff beruhe auf dem polnischen Wort „kosa“ = Sense und „żniwiarz“ = Schnitter, Erntearbeiter, weil ihre polnischen Nachbarn gesehen hatten, dass die Deutschen richtige Bauern waren die ganze Zeit in der Erde „gebuddelt“ hätten.
Der Begriff Koschneiderei stamme vom deutschen Wort „kouzen“, welches auf Polnisch „paplac“ = „plappern“ (etc) heißt. Die niederdeutschen Bevölkerung der "Koschneiderei" hatten einen von dem ihrer Mittel- oder hochdeutschen Nachbarn stark abweichenden Dialekt.

## Trivia
Günter Grass gibt in Hundejahre eine literarische Darstellung der Koschneiderei.

## Persönlichkeiten
- Augustinus Rosentreter (* 13. Januar 1844 in Abrau; † 4. Oktober 1926 in Pelplin) – Bischof von Kulm
- Joseph Rink (* 18. Januar 1878 Mosnitz; † 30. Juli 1945 in Küstrin) – römisch-katholische Historiker, Studienrat und Professor, Licentiat, Theologe und Autor
- Paul Panske (* 28. Juni 1863 in Granau; † 10. Februar 1936 in Pelplin) – Domkapitular und Domherr von Pelplin, Autor zahlreicher Abhandlungen über die Koschneiderei
- Johann Schweminski (* 1812 in Lichnau; † 1878 in Posen) – Oberlehrer, Autor und Wissenschaftler